# Pseudagolius caballeroi
Pseudagolius caballeroi är en skalbaggsart som beskrevs av Islas 1945. Pseudagolius caballeroi ingår i släktet Pseudagolius och familjen Aphodiidae. Inga underarter finns listade i Catalogue of Life.